# Transoxiana

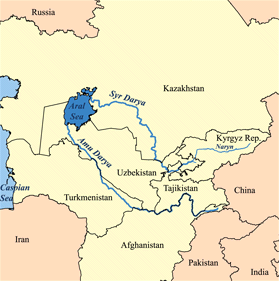
Mapa moderno, correspondente à área da Transoxiana

Transoxiana ou Transoxania ("Terra além do Oxus"; em árabe: ما وراء النهر; romaniz.: Mawara al-Nahr; lit."o que fica além do rio) é o nome latino de uma região e civilização localizada na parte inferior da Ásia Central, correspondendo aproximadamente ao atual leste do Uzbequistão, oeste do Tajiquistão, partes do sul do Cazaquistão, partes do Turcomenistão e sul do Quirguistão. 
Trata-se de uma região histórica compreendida entre os rios Amu Darya (antigo Oxo), ao sul, e Syr Darya, ao norte, dentro do Grande Khorasan.
Suas fronteiras ao norte, grosso modo, diziam respeito ao limite da expansão militar árabe mas, durante o Califado Abássida (ca. 800), compreendiam os territórios entre o Amu Darya e o Sir Darya (Jaxartes), ou seja, Soguediana, as províncias do alto Amu Darya, em Chaghaniyan, Khuttal, Uacã e Osruxana para o sul do médio Sir Darya; Chache além do médio Sir Darya; e Fergana e o vale do alto Sir Darya.